# Consonante laterale
Nella fonetica articolatoria una consonante laterale è una consonante, classificata secondo il modo di articolazione.
Essa viene prodotta mediante una parziale occlusione del canale orale (la bocca), provocata dalla lingua che ne ostruisce la parte centrale lasciando spazio solo ai lati: l'aria proveniente dai polmoni è dunque costretta a defluire sui due lati, o su uno solo.

## Le consonanti
Le consonanti laterali possono essere solo sonore; inoltre, dato il processo che le produce, alcune articolazioni sono impossibili, come quelle che coinvolgono le labbra o le articolazioni faringali (nella faringe). Infine, le consonanti laterali sono consonanti continue, in quanto possono essere prolungabili a piacere.
L'alfabeto fonetico internazionale divide le consonanti laterali in:
- consonanti laterali approssimanti;
- consonanti laterali fricative (in queste ultime l'ostruzione del canale orale è maggiore delle precedenti, producendo in tal modo un rumore di frizione, come nelle altre fricative; in tal caso, però, esse possono anche essere sorde);
- consonanti laterali monovibranti;
- consonanti laterali affricate;
- consonanti laterali eiettivo-affricate;
- consonanti laterali clic.

### Consonanti laterali approssimanti
L'alfabeto fonetico internazionale registra le seguenti consonanti laterali approssimanti:
- [l] laterale alveolare
- [l̥] Laterale approssimante alveolare sorda
- [ɭ] laterale retroflessa
- [ʎ] laterale palatale
- [ʎ̥] laterale palatale sorda
- [ʟ] laterale velare

### Consonanti laterali fricative
L'alfabeto fonetico internazionale registra le seguenti consonanti laterali fricative:
- [ɬ] laterale fricativa alveolare sorda
- [ɮ] laterale fricativa alveolare sonora
- [ɭ˔̊] laterale fricativa retroflessa sorda
- [ʎ̥˔] laterale fricativa palatale sorda
- [ʟ̝̊] laterale fricativa velare sorda

### Consonanti laterali monovibranti
- [ɺ] laterale alveolare monovibrante
- [ɺ̢] laterale retroflessa monovibrante (non in IPA)
- [ʎ̯] laterale palatale monovibrante.

### Consonanti laterali affricate
- [tɬ] affricata laterale alveolare sorda
- [dɮ] affricata laterale alveolare sonora

### Consonanti laterali eiettivo-affricate
- [tɬʼ] eiettiva alveolare laterale affricata
- [cʎ̝̥ʼ] eiettiva palatale laterale affricata

### Consonanti clic laterali
- [ǁ̻] clic laterale dentale
- [ǁ] clic laterale alveolare

### Le laterali in italiano
In lingua italiana esistono solo due di queste consonanti, e cioè la laterale alveolare [l], corrispondente alla <l>, e la palatale [ʎ], resa graficamente col trigramma <gli>: quest'ultima, nella trascrizione fonetica, è trascritta sempre doppia in posizione intervocalica, come per esempio in "paglia" trascritto ['paʎʎa] (si noti che la <i> non viene trascritta in quanto non se ne percepisce il suono nella pronuncia).

## Caratteristiche fisiche
In fisica acustica, lo spettrogramma delle laterali mostra una struttura molto simile a quella di una vocale, cioè presenta delle formanti: la loro intensità è intermedia tra quella delle vocali e quella delle nasali.
La laterale alveolare ha una frequenza F1 di circa 400-500 Hz e una F2 di circa 1200 Hz; la palatale ha una F1 di circa 300 Hz e una F2 di circa 2000 Hz.

## La percezione
Nella fonetica uditiva, che studia il modo in cui l'orecchio percepisce e categorizza i suoni, si è osservato che il riconoscimento di una laterale avviene allo stesso modo di quello di una consonante approssimante: la percezione si basa sulla struttura formantica della consonante, ma anche sulla direzione e velocità delle transizioni con le vocali adiacenti.